# Akademischer Verein Hütte

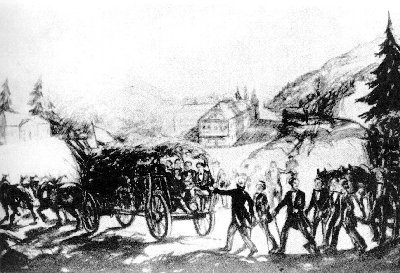
Mitglieder des A.V. Hütte Berlin im Leiterwagen auf der Fahrt nach Alexisbad zur Gründung des VDI am 12. Mai 1856

Der Akademische Verein Hütte e. V. ist ein gemeinnütziger Verein in Berlin. Er wurde 1846 in Berlin gegründet und kurz Die Hütte, ab etwa 1864 nur noch Hütte genannt. Seit 1857 gibt er das gleichnamige Ingenieurbuch heraus. Der Zweck der Korporation ist die Förderung von Wissenschaft sowie von Bildung und Ausbildung von Studierenden, insbesondere auf dem Gebiet des Ingenieurwesens und der Studentenhilfe. Mitglied können Studierende aller Fachrichtungen sein. Der Verein ist Herausgeber ingenieurwissenschaftlicher Bücher. Das bekannteste Werk Hütte – Das Ingenieurwissen wird auch Grundlagen-Hütte genannt.

## Geschichte
Der 16. Mai 1846 gilt als Gründungstag des Vereins, der sich bis zu seiner Umbenennung in „Hütte“ am 11. Dezember 1847 noch Verein der Zöglinge des Königlich Preußischen Gewerbeinstituts, dem Vorgänger der TU Berlin, nannte. Der Name hat jedoch keine direkte Verbindung zum Bergbau und Hüttenwesen. Nach einigen Anfangsschwierigkeiten hatte der Verein im Jahr 1853 eine Zahl von 120–150 Mitgliedern erreicht. Zu diesem Zeitpunkt begann man auch, technische Zeichnungen des Ingenieurwesens zu sammeln.
Mitglieder der Hütte gründeten 1856 in Alexisbad den Verein Deutscher Ingenieure (VDI).
Seit 1857 tritt die Hütte als Herausgeber technisch-wissenschaftlicher Handbücher auf, insbesondere der in viele Sprachen übersetzten Hütte-Taschenbücher des gleichnamigen Fachbuches Hütte – Das Ingenieurwissen (34. Auflage, Dezember 2012).
Anlässlich des 75. Stiftungsfestes des AV Hütte Berlin 1921 in Wernigerode gründeten der AV Hütte Berlin, AV Hütte Stuttgart und AV Darmstadt den Wernigeroder Verband (WV). 1933 schlossen sich dann die beiden Verbände nichtfarbentragender Korporationen, der Schwarze Ring (SR) und der Wernigeroder Verband (WV), im Wernigeroder Schwarzen Ring (WSR) zusammen, dem insgesamt 15 Korporationen an Technischen Hochschulen und Universitäten angehörten. Der AV Hütte entwickelte sich über die Jahre zu einem gemeinnützigen Verein mit Verbindungscharakter. Daher gehört die „Hütte“ im Gegensatz zu vielen anderen nichtschlagenden, nicht farbentragenden, unpolitischen und überkonfessionellen Studentenverbindungen heute keinem übergeordneten Dachverband mehr an.
Seit 1948 gibt es neben der Aktivitas in Berlin auch eine Aktivitas in Karlsruhe. Als Folge der 68er-Studentenbewegung werden seit Mitte der 1970er-Jahre auch Frauen aufgenommen. Vereinshäuser mit Studentenwohnungen unterhält der Verein heute in Berlin-Charlottenburg, Berlin-Spandau und in Karlsruhe.
Die Hütte pflegt zum Akademischen Verein Hütte Stuttgart freundschaftliche Kontakte, beide Vereine sind aber voneinander unabhängig.
In Berlin unterhält die Hütte außerdem eine aktive Wassersportabteilung, die u. a. das Traditionsschiff Salamander VI (45er Nationaler Kreuzer aus dem Jahr 1923) segelt und pflegt.

## Bekannte Mitglieder
- Friedrich Eggers (1819–1872), Professor und Kunsthistoriker (Ehrenmitglied)
- Friedrich Euler, (1823–1891), Mitbegründer von Hütte und VDI, erster Vorsitzender des VDI
- Franz Carl Ludwig Grashof (1826–1893), Außerordentliches Ehrenmitglied des jungen Vereins; Mitbegründer, 1. Direktor und Schriftleiter des VDI im Jahre 1856
- Heinrich Müller-Breslau (1851–1925), Vorstandsvorsitzender, Professor für Statik der Baukonstruktionen und des Brückenbaus an der TH Berlin, Begründer der Berliner Schule der Baustatik
- Joseph Pützer (1831–1913), Schulleiter und Mitbegründer des VDI
- Hermann Rietschel (1847–1914), Gründer der Firma Rietschel & Henneberg, Begründer der Heizungs- und Klimatechnik, Rektor der Technischen Hochschule Berlin-Charlottenburg[7]
- Heinrich Seidel (1842–1906), Dichter und Ingenieur
- Adolf Slaby (1849–1913), Vorstandsvorsitzender, Ordinarius für Elektrotechnik an der TH Charlottenburg (Berlin), Mitbegründer der Telefunken AG
- Wilhelm Sudhaus, von 1852 bis 1854 Vorsitzender des Hütte, Mitglied des Gründungsvorstands des VDI
- Otto Windscheid, Fabrikant, Mitbegründer des Hütte, Gründungsvorsitzender des Niederrheinischen Bezirksverein des VDI